# Brănești, Dâmbovița
Branesti là một xã thuộc hạt Dâmbovița, România. Dân số thời điểm năm 2002 là 9204 người.